# Mather-Halbinsel
Die Mather-Halbinsel ist eine bis zu 75 m hohe Halbinsel an der Ingrid-Christensen-Küste des ostantarktischen Prinzessin-Elisabeth-Lands. Sie ragt am Ufer der Prydz Bay in die Gruppe der Rauer-Inseln hinein.
Das Antarctic Names Committee of Australia benannte sie nach dem Seismologen Keith Benson Mather (1922–2003), Leiter der von 1957 bis 1958 durchgeführten Kampagne der Australian National Antarctic Research Expeditions.